# Bara Sara
Bara Sara is een gemeente (commune) in de regio Mopti in Mali. De gemeente telt 15.000 inwoners (2009).